# امپراتریس لیو (ژنزونگ)
امپراتریس لیو (تولد: ۹۶۹ مرگ: ۱۰۳۳) وی همسر امپراتور ژنزونگ بود و با ازدواج با امپراتور تبدیل به امپراتریس دودمان سونگ شد، وی پس از بیماری شوهرش از سال ۴ فوریه ۱۰۲۰ تا ۲۲ مارس ۱۰۲۲ به صورت غیررسمی و رسمی به عنوان امپراتریس همسر، قدرت پشت تخت و بعداً به صورت رسمی از سال ۲۲ مارس ۱۰۲۲ تا ۱۱ اکتبر ۱۰۳۳ به عنوان امپراتریس بیوه و نایب السلطنه برای پسرخوانده‌اش امپراتور رنزونگ به تنهایی بر کلیه چین حکومت می‌کرد. وی همچنین بعد از امپراتریس وو به عنوان نایب السلطنه زن دومین زن در تاریخ چین بود که لباس و تاج سلطنتی امپراتوری را برای خود برگزیده و در کنار امپراتور خردسال حکومت کرد و همچین تنها حاکم زن در تاریخ چین بعداز امپراتریس بیوه لو دودمان هان و امپراتریس بیوه وو دودمان تانگ بود که فرمان‌های امپراتوری را بر حق خود مانند یک امپراتور صادر می‌کرد چیزی که برای امپراتورها جایز بود.
او نخست همسر یکی از درباریان بالامقام امپراتوری به نام گونگ می‌بود که بعد از مرگ وی به عنوان معشوقه امپراتور ژنزونگ معرفی شد و سپس در رده زنان بالای امپراتوری قرار گرفت و سپس با توطئه تمام معشوقه‌های امپراتور و دو همسر رسمی او را از چشمش انداخت و سپس به کشتن داد و خود به عنوان تنها همسر امپراتور و امپراتریس همسر جایگزین شد و بعداً با سکته قلبی همسرش که او را شدیداً ناتوان کرده بود و به هیچ وجه توان رسیدگی به امور ایالتی و حکومت را نداشت و به همین خاطر چرا که قبلاً به عنوان قدرت پشت تخت حاضر شد بود و امور ایالتی را اداره می‌کرد و بعد از بدتر شدن بیماری امپراتور در این دوره توانست به عنوان نایب السلطنه و حاکم موقت و بجای شوهر خود بر چین فرمان راند؛ کاری که پیش از او هم معمول بود و بعداً با مرگ همسرش وی همچنان نایب السلطنه باقی ماند و قدرت‌های واقعی را حفظ کرد و این بار به صورت پی پرده و رسماً توانست امپراتوری چین را تحت قبیله لیو هدایت کند و علناً تمام سلسله سونگ را به نام خود کند و همانند یک امپراتریس فرمانروا و هوآنگدی بر چین فرمان راند و از همه حق امپراتوری برخوردار شود: (و به صورت مشترک در کنار امپراتور خردسال قرار گیرد) وی همچنین به حق خود در تمام مراسم‌های امپراتوری که فقط یک امپراتور حاکم شرکت می‌کرد تماماً حضور داشت و بجای امپراتور این مراسم‌ها را انجام می‌داد، به عنوان نایب السلطنه تنها زن در تاریخ چین بود که بعد از امپراتریس لو و امپراتریس وو احکام امپراتوری صادر می‌کرد و بر تخت می‌نشست و بعد از وو زتیان تنها زن شناخته شده است که لباس امپراتوری به تن می‌کرد.
وی بعد از امپراتریس لو از دودمان هان و امپراتریس وو زتیان از دودمان تانگ و ژو توانست سومین امپراتریس همسر و بیوه و نایب السلطنه در تاریخ چین باشد که توان انجام هر کاری را دارد و توانست بعد از آنان سومین امپراتریس استبدادی تاریخ چین باشد و همانند یک امپراتور کامل بر چین حکومت کند هر چند که او و امپراتریس لو هرگز امپراتور نشدن و فقط وو زتیان تنها زنی بود که به امپراتور تبدیل شد.